# Anthony Poola
Anthony Poola (ur. 15 listopada 1961 w Poluru) – indyjski duchowny rzymskokatolicki, w latach 2008–2020 biskup diecezjalny Kurnool, arcybiskup metropolita Hajdarabadu od 2021, kardynał od 2022.

## Życiorys

### Prezbiterat
Święcenia kapłańskie przyjął 20 lutego 1992 i został inkardynowany do diecezji Cuddapah. Przez dziewięć lat pracował jako duszpasterz parafialny. W latach 2001–2003 studiował w Chicago, zaś po powrocie do kraju został dyrektorem diecezjalnej fundacji dla dzieci i starców.

### Episkopat
8 lutego 2008 papież Benedykt XVI mianował go biskupem diecezjalnym Kurnool. Sakry biskupiej udzielił mu 19 kwietnia tegoż roku arcybiskup Marampudi Joji.
19 listopada 2020 papież Franciszek przeniósł go na urząd arcybiskupa metropolity Hajdarabadu. Ingres do archikatedry w Hajdarabadzie odbył 3 stycznia 2021. 29 maja 2022 podczas modlitwy Regina Coeli papież Franciszek zapowiedział jego kreację kardynalską. 27 sierpnia Poola został kreowany kardynałem prezbiterem i otrzymał kościół tytularny Santi Protomartiri a Via Aurelia Antica.
Brał udział w konklawe 2025, które wybrało Leona XIV. 